# Рошело, Мэтт
Мэтт Рошело (англ. Matt Rocheleau) — американский журналист и лауреат Пулитцеровской премии 2021 года за журналистское расследование о системе квалификации дальнобойщиков и допуске недобросовестных водителей к перевозкам в разных штатах.

## Биография
Свою журналистскую карьеру в Boston Globe Мэтт Рошело начал в 2009 году ещё в студенческие годы. Окончив Массачусетский университет в Амхерсте в сфере маркетинга год спустя, он вернулся в штат газеты в качестве самостоятельного корреспондента. В течение следующих десяти лет работы в издательстве он также некоторое время входил в состав команды Spotlight. В мае 2021 года Мэтт Рошело получил пост редактора, курирующего расследования, в Hearst CT Media & Times Union в Олбани, также он сотрудничал с двадцатью ежедневными и еженедельными газетами в Коннектикуте. На тот момент он также числился профессором школой журналистики Колумбийского университета, специализирующимся на расследованиях и анализе данных.

## Признание и награды
В 2020 году Рошело входил в команду, которая выявила систематические отказы органов государственной власти разных штатов обмениваться информацией о несоблюдении федеральных правил грузоперевозок. Серия их материалов под названием «Слепое пятно», анализирующая данные о дорожно-транспортных происшествиях более чем за годичный промежуток, привела к реформам в системе квалификации и допуска водителей. В 2021 статьи были удостоены Пулитцеровской премии за журналистское расследование.